# Cestrum glaucophyllum
Cestrum glaucophyllum är en potatisväxtart som beskrevs av Francey. Cestrum glaucophyllum ingår i släktet Cestrum och familjen potatisväxter. Inga underarter finns listade i Catalogue of Life.